# فاطمة العاتق
فاطمة العاتق (بالهولندية: Fatima Elatik)‏ سياسية هولندية من أصول مغربية، من مواليد 6 يونيو 1973 بمدينة أمستردام، عضوة في حزب العمل الهولندي.